# Cache-Col-Gletscher
Der Cache-Col-Gletscher ist ein Gletscher im North Cascades National Park im US-Bundesstaat Washington. Er liegt am Osthang des Mix-up Peak. Der Cache-Col-Gletscher zog sich zwischen 1950 und 2005 um etwa 100 m zurück. Der Cache-Col-Gletscher befindet sich etwa 1 mi (1,6 km) nordwestlich des Yawning Glaciers.